# Radymno

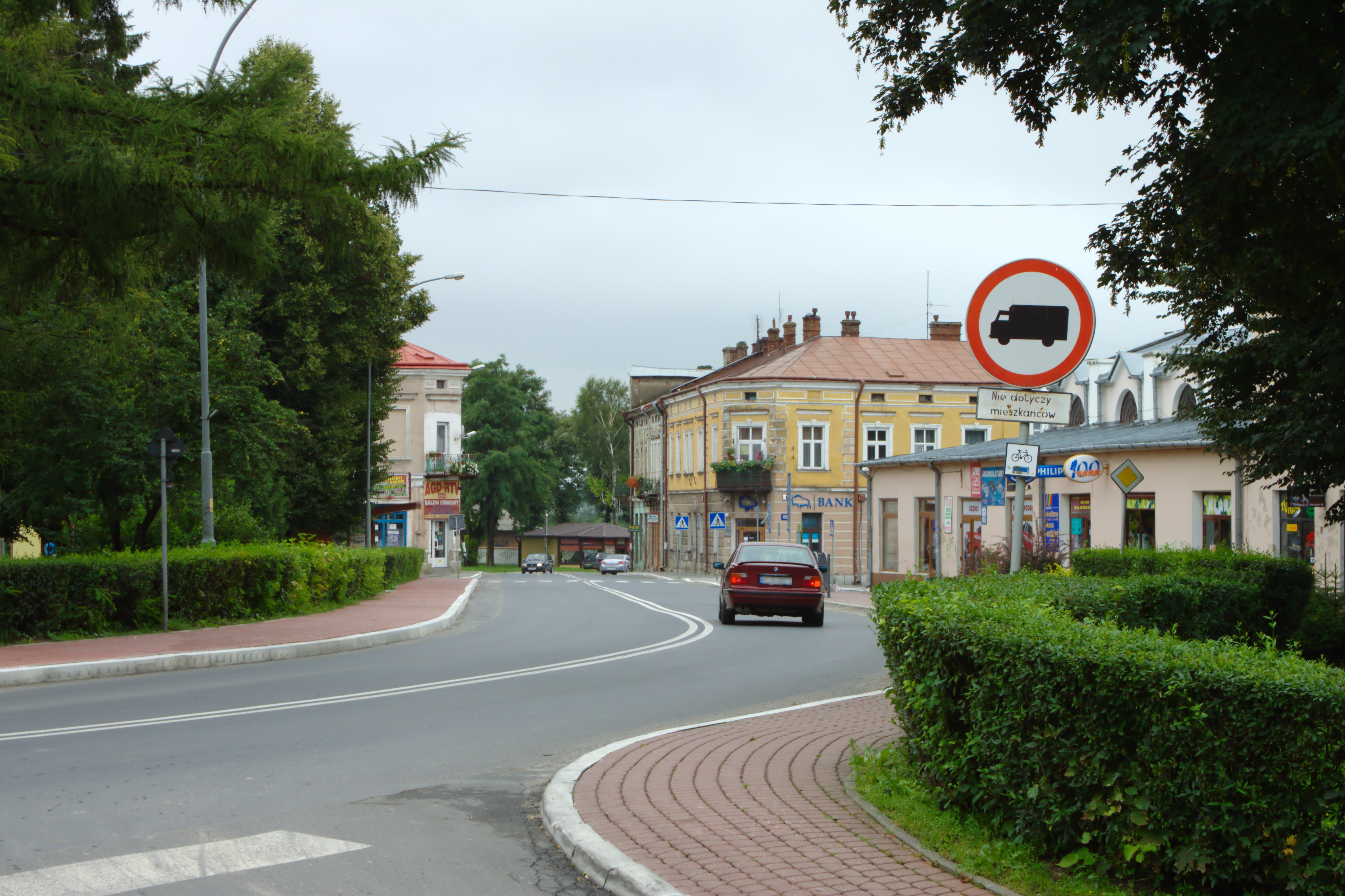
Centrum města

Radymno je město v Polsku v Podkarpatském vojvodství v okrese Jarosław. Podle sčítání lidu v roce 2024 mělo 4 935 obyvatel. Založeno bylo v roce 1366 jako osada a v průběhu let se postupně rozšiřovalo. Svůj význam získalo především díky železniční trati celostátního významu (zprovozněna roku 1860), která spojuje Krakov se Lvovem (prochází také i centrem Podkarpatského vojvodství, Řešovem).